# Вазнис, Алоизс
А́лоиз Ва́знис (латыш. Aloizs Vaznis; 11 марта 1934, Рижский район — 9 февраля 2020) — советский и латвийский юрист и государственный деятель. Министр внутренних дел Латвии (1990—1991). Соавтор сценария фильма «Малиновое вино».

## Биография
Окончил юрфак Латвийского университета. Работал присяжным адвокатом. Начальник угрозыска (1980), был также начальником ОБХСС. В последние годы — вице-президент «Сандрико и Ко».

### Скандал с Роголёвым
По одной из версий, маньяк-убийца Станислав Роголёв был информатором Вазниса. Он был многократно судим, но и в тюрьме, и в промежутках между «посадками» сотрудничал и с тюремной администрацией, и с работниками милиции, снабжая их информацией об известных ему преступлениях и правонарушениях.
Алоиз Вазнис вспоминал:
Первый раз я встретился с Рогалёвым, когда его задержали за серию совершенных им убийств. Задержанного привели ко мне в кабинет, и там я его допрашивал часов десять. За процессом допроса следил тогдашний министр внутренних дел Дрозд — к нему в кабинет было проведено соответствующее устройство. Рогалёв мне признался и в подробностях описал целый ряд своих преступлений — убийств с целью изнасилования, что я в общих чертах и зафиксировал в протоколе допроса. Сейчас уж точно не помню, но речь шла примерно о десяти убийствах.

Выяснилось, что в последнее время Рогалёв часто встречался с оперработником Милюковым и несколько раз его слушал и заместитель министра Кавалиерис. Ничего особенного в этом нет, ибо во всём мире работники криминальной полиции пользуются информацией, которую получают от агентуры, а она, в свою очередь, вербуется из тех, кто обладает известным авторитетом в преступной среде, то есть из бывших заключённых и других криминальных элементов. Требовать от работника полиции, чтобы он ещё и отвечал за поведение своего информатора, это, мягко говоря, было бы более чем наивно. <...> Одним словом, всё встало на свои места, но отдельные личности использовали эту историю, чтобы развернуть против меня кампанию лжи.

## Признание
Бюст Алоиза Вазниса отлит в бронзе скульптором Валентиной Зейле.